# Milivoj Bračun
Milivoj Bračun (Zagreb, 22. travnja 1958.) hrvatski je nogometni trener i bivši nogometaš. Trenutačno je bez kluba. Kao igrač igrao je na poziciji braniča.

## Klupska karijera
U ljeto 1986., nakon šest sezona u Dinamu Zagreb, istekao mu je ugovor. Kako mu trener Ćiro Blažević nije ponudio novi ugovor, 28-godišnji branič načelno je pristao na prijelaz u splitski Hajduk. Međutim, kasnije tijekom ljetnog prijelaznog roka, veteran branič Luka Peruzović vratio se u klub, što je Bračunov potencijalni transfer učinilo suvišnim. Umjesto toga, Bračun je prihvatio ponudu športskog direktora Crvene Zvezde Dragana Džajića i preselio se u Beograd.